# Guttaperčevyj mal'čik
Guttaperčevyj mal'čik (Гуттаперчевый мальчик) è un film del 1957 diretto da Vladimir Ivanovič Gerasimov.